# Roland Dubischar
Roland Dubischar (* 11. Januar 1935 in Reutlingen; † 14. Juli 2025 in Bremen) war ein deutscher Jurist und Hochschullehrer.

## Leben
Nach der Promotion 1961 in Tübingen war er dort wissenschaftlicher Assistent. Er war von 1971 bis 2000 Professor für Privatrecht, Rechtstheorie und neue Privatrechtsgeschichte in Bremen.
Er war seit dem Wintersemester 1954/55 Mitglied der Studentenverbindung Akademische Gesellschaft Stuttgardia Tübingen.

## Schriften (Auswahl)
- Einführung in die Rechtstheorie. Darmstadt 1983, ISBN 3-534-08416-0.
- Grundriss des gesamten Gütertransportrechts. Frankfurt am Main 1987, ISBN 3-7875-5343-6.
- Prozesse, die Geschichte machten. Fakten, Hintergründe, Rechtsfortschritte. München 1997, ISBN 3-406-42559-3.
- Versicherungsrecht. Die einzelnen Versicherungszweige. Karlsruhe 2003, ISBN 3-89952-037-8.